# Sriram sagar
Le  Sriram Sagar  (anglais : Sriram Sagar Project, télougou : శ్రీరాంసాగర్ ప్రాజెక్టు) est un lac artificiel du sud de l'Inde, dans le Telangana. Il est issu d'un barrage sur la Godavari commencée en 1957 pour alimenter Warangal en eau  et l'agriculture, en particulier celle des districts de Karimnagar, Warangal, Adilabad, Nalgonda, et Khammam.

## Présentation
Le barrage est équipé de 42 vannes, utilise de canal de Laxmi long de 284 km ainsi que les canaux de Sarsawati et le canal de chasse. La capacité de stockage est de 3,172 km3.

## Histoire
La première pierre fut posée par Nehru le 26 juillet 1963. Le projet, en trois parties est proche de l'achèvement de la seconde partie. Le projet est appelé ligne de vie du Télangana par The Hindu.